# Giuseppe Ricca Salerno

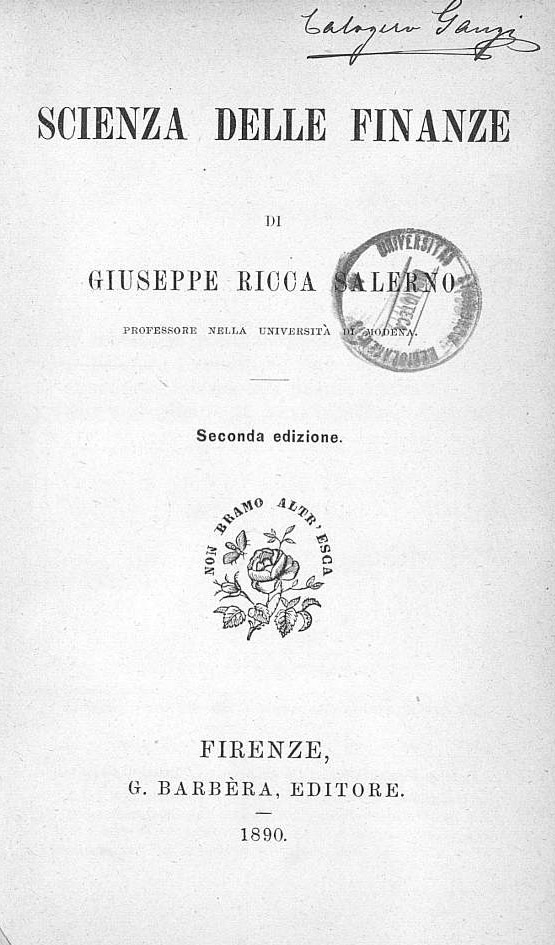
Scienza delle finanze, 1890

Giuseppe Ricca Salerno (San Fratello, 20 settembre 1849 – San Fratello, 1º settembre 1912) è stato un economista italiano.

## Biografia
Nacque a San Fratello, comune dell'attuale provincia di Messina, da Paolo Ricca e Giuseppa Salerno.
Laureato in giurisprudenza all'Università degli Studi di Palermo, fu allievo di Luigi Cossa all'Università degli Studi di Pavia e di Adolph Wagner all'Università di Berlino.
Professore di Scienza delle finanze e diritto finanziario a Pavia e di Economia politica a Pavia, all'Università di Modena e Palermo; fu, inoltre, accademico dei Lincei. Roma Capitale ha dedicato al suo nome una via cittadina .
Il figlio Paolo seguì le orme paterne e divenne uno stimato economista.
Giuseppe Ricca Salerno è sepolto nel cimitero di Acquedolci

## Opere
- Sulla teoria del capitale, Milano, U. Hoepli, 1877.
- Del metodo in economia politica, Padova, Minerva dei Fratelli Salmin, 1878.
- Teoria generale dei prestiti pubblici, Milano, U. Hoepli, 1879.
- Storia delle dottrine finanziarie in Italia, Roma, Reale Accademia dei Lincei, 1881.
- Del riordinamento della imposta fondiaria in Italia, Torino, Ermanno Loescher, 1882.
- Scienza delle finanze, Firenze, G. Barbera, 1888.
  -  Scienza delle finanze, 2ª ed., Firenze, Barbèra, 1890.
- La teoria del valore nella storia delle dottrine e dei fatti economici : memoria del socio Giuseppe Ricca Salerno, Roma, Reale Accademia dei Lincei, 1894.
- La teoria del salario nella storia delle dottrine e dei fatti economici, Palermo, A. Reber, 1900.
- Lezioni di economia politica : a. 1903-904, Palermo, G. Castiglia, 1903.
- Economia politica, Palermo, Cooperativa editoriale universitaria, 1907.
- Scienza d'amministrazione, a cura di F. La Farina e R. Arcuri, Palermo, Cooperativa editoriale universitaria, 1907.